# Legende (strip)
Legende (Frans: Légende) is een stripreeks van de Belgische scenarist en tekenaar Yves Swolfs.
In 1997 ontmoette Swolfs de Nederlandse striptekenaar Jorg de Vos en probeerden ze samen een nieuwe fantasystrip op te zetten. Swolfs schreef een scenario en De Vos tekende drie pagina's. Ze vonden echter geen uitgever, dus richtten ze zich daarna op andere projecten. Die nieuwe fantasystrip was een voorloper van Legende, waarvoor Swolfs naast het scenario ook de verhalen tekende. De verhalen verschenen vanaf 2003 uitsluitend in albumvorm. Alle delen zijn verkrijgbaar met harde kaft, alleen van de eerste twee delen zijn exemplaren verschenen met zachte kaft. De reeks behoort tot het genre van de (geschiedkundige) avonturenstrip.
Vanaf het zevende album worden de albums geschreven door Ange met tekeningen van Stéphane Collignon.

## Verhaallijn
Mathias Le Sec grijpt de macht over het hertogdom en vermoordt op gruwelijke wijze zijn broer en diens familie. Twee van de kinderen blijven echter in leven. Het jongetje Tristan werd door de voedster meegenomen en achtergelaten in het bos. Daarnaast wordt de dochter van de hertog, Humbeline, gevangen gehouden.
De usurpator gedraagt zich als een tiran ten overstaan van zijn volk en wordt daarin aangezet door de magiër Shagan. Samen voeren ze een klopjacht op het jongetje, maar slagen er niet in hem te vinden. Tristan werd door een wolvenleider opgevangen en ver van de mensen en de intriges van het hof opgevoed. Wanneer de jongen ongeveer zes jaar is brengt de wolvenleider hem naar Abel – leider van een roversbende – te brengen. Abel stond een leven in het krijt bij de wolvenleider en beiden maken dan ook de afspraak dat Abel een meedogenloos krijger zal maken van de jongen.
In het kasteel wint Sagan steeds meer aan macht en dwingt hij de hertog om in te stemmen met een huwelijk tussen Aeolus von Sehr-Onsack. In het album De dromenmeester tracht hertog Mathias daar onderuit te komen, waarop Shagan besluit om de hertog niet langer te verzorgen.

## Albums
Het negende , tiende en elfde album verscheen enkel in het Frans
9 Renouveau, novembre 2021
10 Révolutions, décembre 2022
11 Dieux nous garde, novembre 2023
1. Renouveau, novembre 2021
2. Révolutions, décembre 2022
3. Dieux nous garde, novembre 2023